# Neoperla flavicincta
Neoperla flavicincta är en bäcksländeart som beskrevs av Peter Zwick 1985. Neoperla flavicincta ingår i släktet Neoperla och familjen jättebäcksländor. Inga underarter finns listade i Catalogue of Life.